# Immagine di Gesù Misericordioso

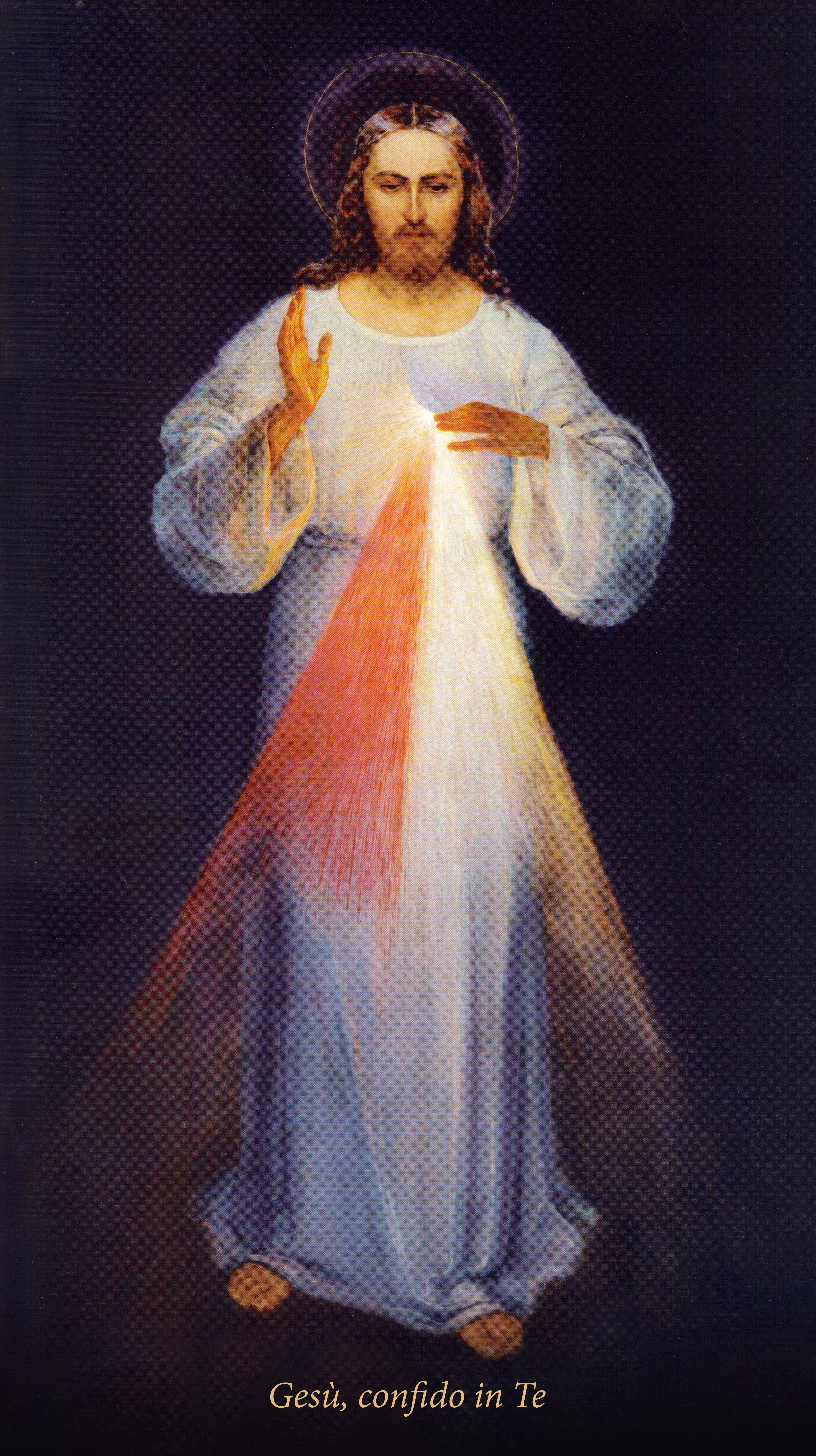
L'immagine secondo Eugeniusz Kazimirowski, Vilnius

Versione di Adolf Hyła, Cracovia

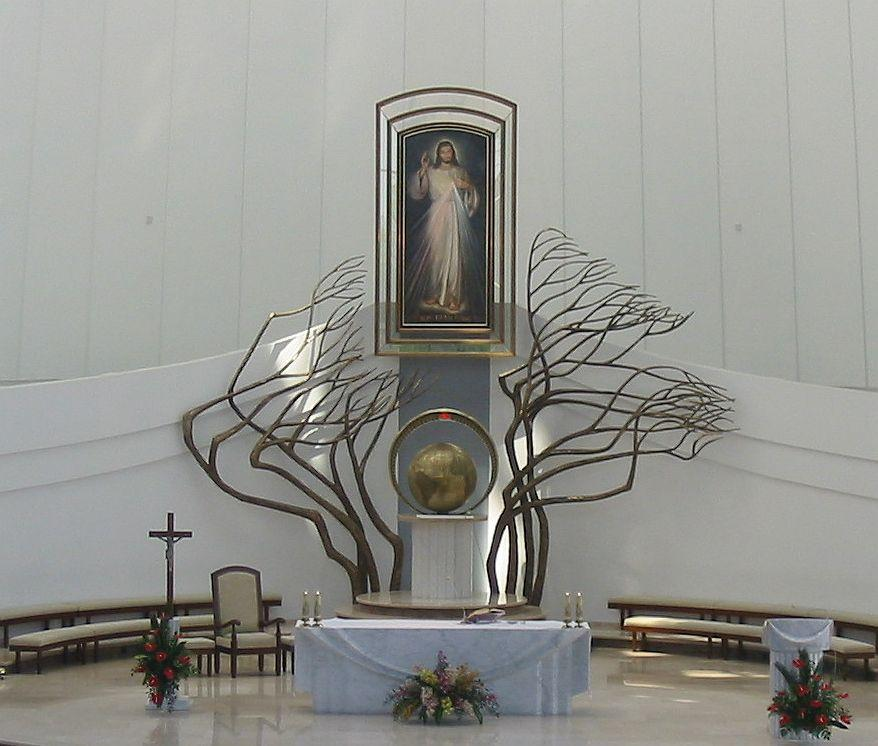
Il quadro sull'altare del Santuario della Divina Misericordia, Łagiewniki

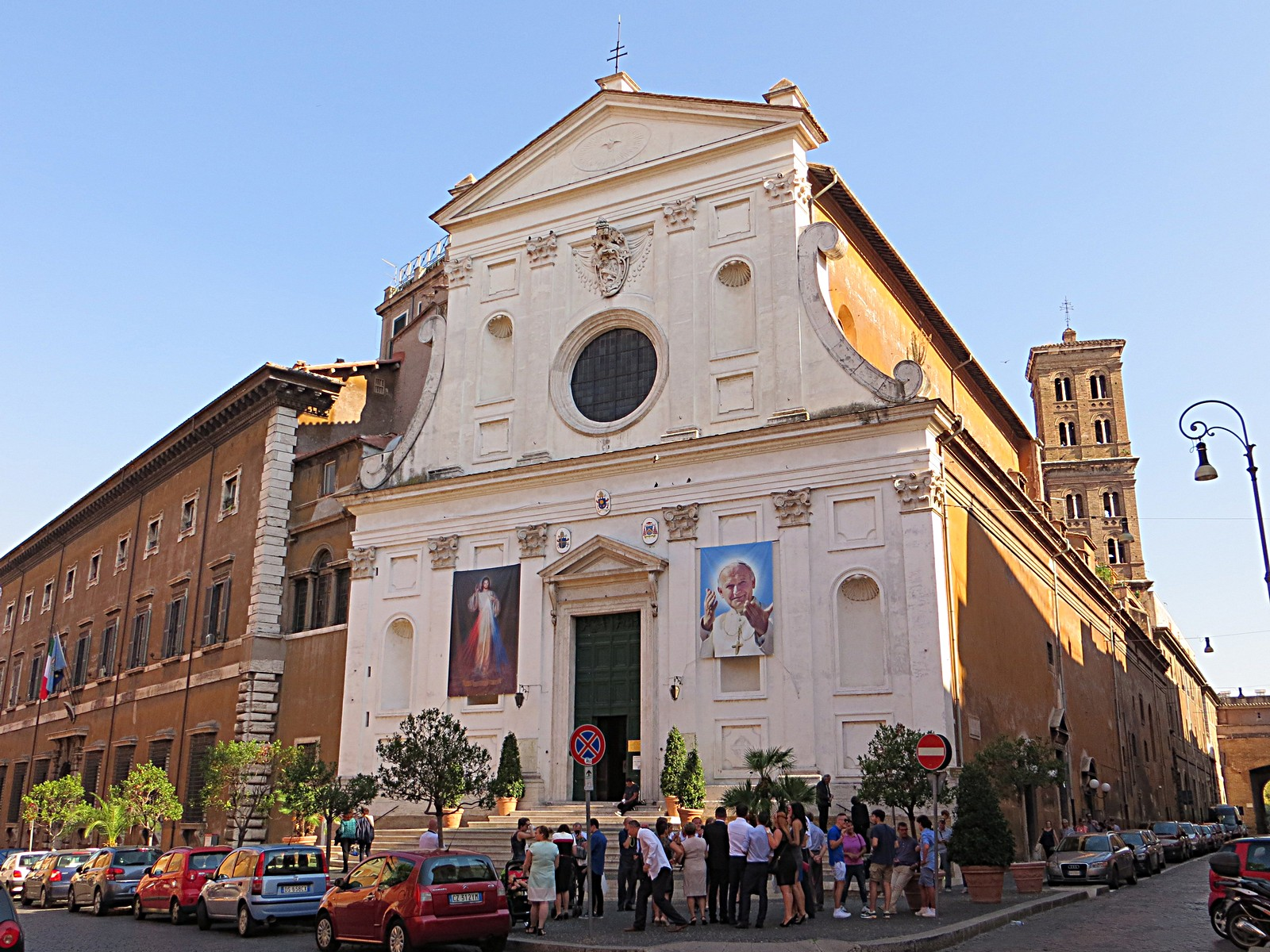
L'immagine sulla Chiesa di Santo Spirito in Sassia, anche nota come "Santuario della Divina Misericordia", Roma

L'immagine di Gesù Misericordioso o della Divina Misericordia, con l'iscrizione «Gesù, confido in Te», è il quadro dipinto secondo la richiesta che Gesù avrebbe rivolto a Santa Faustina Kowalska.

## Descrizione
Gesù è con la mano destra benedicente, mentre due raggi fuoriescono dal suo cuore. Secondo l'iconografia spiegata dalla stessa Faustina, "il raggio pallido rappresenta l'acqua che giustifica le anime; il raggio rosso rappresenta il sangue che è la vita delle anime. Entrambi i raggi uscirono dall'intimo della mia misericordia, quando il mio agonizzante cuore venne aperto con la lancia sulla croce" (Diario 299). Gesù è raffigurato con una tunica bianca contornata di luce, su sfondo nero, e in basso è scritta la frase «Jezu, ufam tobie» ("Gesù, confido in te"). È la rappresentazione artistica delle visioni che suor Faustina afferma di aver avuto.

## Storia
L'immagine fu dipinta per la prima volta a Vilnius, in Lituania, dall'artista Eugeniusz Kazimirowski, dopo che il suo vicino di casa e direttore spirituale di suor Faustina, don Michał Sopoćko, gli aveva accennato della missione che suor Faustina affermava di aver ricevuto da Gesù. Il pittore impiegò circa sei mesi per completare l'opera commissionata, realizzata sotto la stretta supervisione della suora e del prete. Suor Faustina era particolarmente esigente e richiedeva continuamente correzioni o aggiunte di dettagli, per ottenere un'immagine fedele alla visione.
La prima collocazione dell'opera finita fu nella chiesa di San Michele a Vilnius, accanto all'altare maggiore della chiesa, dopo che il 4 aprile 1937 si era avuta l'approvazione dell'arcivescovo di Vilnius, Romuald Jałbrzykowski. Qui rimase per undici anni: si trattava della stessa chiesa dove don Sopoćko era parroco.
Ben presto arrivò il comunismo, e nel 1948 la chiesa in cui era custodito il quadro fu chiusa. L'edificio, quadro (senza cornice) compreso, fu acquisito illegalmente da un lituano. Una devota polacca e una lituana raccolsero la tela e la nascosero dapprima in una soffitta e in seguito nella chiesa di Santo Spirito, dove era parroco don Jan Ellert, che però non era interessato all'esposizione della tela e quindi la nascose. Fu solamente nel 1956 che un amico di don Sopoćko, don Józef Grasewicz, decise di mostrare nuovamente l'opera al pubblico. Il parroco allora si liberò della tela e don Grasewicz la portò con sé a Nowa Ruda, in Polonia, dove rimase per circa 30 anni. Fu nel 1970 che l'ente comunista locale decise per la chiusura anche di questa chiesa, trasformandola in un magazzino; il quadro però rimase appeso incustodito nell'ex-chiesa.
Solo dopo molti tentativi, nel 1982 fu accolta la richiesta di don Michał Sopoćko di esporre la tela nel santuario della Porta dell'Aurora. L'autorizzazione arrivò però quando il prete era già deceduto. L'allora vicario del santuario, Tadeusz Kondrusiewicz, decise di far trasferire la tela alla chiesa di Santo Spirito a Vilnius, e don Aleksander Kaszkiewicz decise di malavoglia di accettare la proposta. Fu così che don Grasewicz riportò la tela in Lituania. Il suo trasferimento doveva rimanere nascosto al regime, cosicché fu attuato un piano che portò la sola tela arrotolata dapprima a Hrodna e in seguito a Vilnius. Qui subì un restauro che modificò l'inscrizione in colore rosso.
Negli anni la tela subì ripetuti restauri che, da un lato la preservarono dall'umidità, ma dall'altro ne cambiarono i colori originali. Solo nel 2003 un restauro profondo riportò l'immagine alla sua prima edizione. Il quadro restaurato rimase nella chiesa di Santo Spirito fino al settembre 2005; infatti già nel 2004 il cardinale arcivescovo di Vilnius, Audrys Juozas Bačkis, decise di trasferire il quadro nella chiesa adiacente, inizialmente dedicata alla Santa Trinità, e in seguito riconsacrata come Santuario della Divina Misericordia, affidato sin dal 2001 alle suore della Congregazione di Gesù Misericordioso. Gli ultimi studi sulla tela, effettuati il 3 agosto 2009 dalla restauratrice Edyta Hankowska-Czerwińska presso il santuario di Vilnius, hanno concluso che la tela si conserva in buone condizioni. Delle vicende di questo dipinto si è occupato il giornalista David Murgia, con una inchiesta giornalistica per il programma televisivo Indagine ai confini del sacro , che va in onda su TV2000, emittente della Conferenza Episcopale Italiana, e con il libro Suor Faustina e il Volto di Gesù Misericordioso , pubblicato dalle Edizioni Ares.
Questa è l'unica rivelazione nota in cui si dice che Gesù chiede di essere raffigurato in un dipinto a sua immagine e somiglianza. In varie rivelazioni private a Santa Faustina Kowalska, da lei trascritte nel suo diario, Gesù  avrebbe promesso la grazia a coloro che avrebbero venerato questa immagine. 
(Diario di santa Faustina, 570)
(Diario 48)
Ľ'arcivescovo di Vilnius, monsignor Gintaras Linas Grušas, ha rivelato al giornalista-scrittore David Murgia che il volto di Gesù misericordioso, raffigurato nel quadro, «con una riduzione di circa il trenta per cento, è perfettamente sovrapponibile al volto della Sindone». Ad aprile del 2017, ha aggiunto che il quadro è «l'unica immagine che Santa Faustina ha visto. Tutte le altre immagini, compresa quella che tutti pensano sia l'originale e custodita a Cracovia, sono state realizzate dopo la morte di Suor Faustina e con l'aiuto delle fotografie dell'immagine autentica».

### Prima copia
Dopo circa dieci anni dalla creazione della prima immagine, custodita in un convento di suore presso Vilnius, nel 1943 un altro pittore, Adolf Hyła, chiese alle suore di poterne dipingere una nuova versione, sotto la direzione di don Józef Andrasz (confessore di santa Faustina Kowalska), per offrirla come ex voto. Ottenuto il loro consenso, gli furono date la prima versione e la sua descrizione, contenuta nel diario personale di Santa Faustina. Questa nuova immagine fu benedetta l'anno seguente e posta nel santuario della Divina Misericordia a Cracovia. Nel 1954 lo sfondo dell'immagine fu cambiato per decisione di don Sopoćko. Lo sfondo divenne più scuro, e ai suoi piedi fu dipinto un pavimento.
Un'altra immagine divenuta popolare è un dipinto dell'artista americano Robert Skemp, commissionato dai Padri Mariani negli anni '70 e completato nel 1982. Skemp raffigurava Gesù in piedi davanti a un portale ad arco con un'aureola in testa. La versione di Skemp, insieme a quella di Hyła, è l'immagine della Divina Misericordia più venerata nelle Filippine.

### Popolarità
Già nei primi anni l'immagine ha raggiunto milioni di persone. Oggi è venerata in tutto il mondo, anche dai papi.